# 京西重工國際
京西重工國際有限公司，簡稱京西重工國際（英語：BeijingWest Industries International Limited，港交所：2339），前身為「北泰創業集團有限公司」，是一家在香港上市的工業公司，是全球其中一家最大的汽車零件生產商。
北泰集團於1994年創立，主要業務為設計及生產汽車零件如汽車制動系統、汽車車橋及懸掛系統等。集團於2003年在香港上市。
2009年1月，北泰集團宣佈因遠期澳元和日元外匯合約虧損，及被上海工業投資（集團）興訴索償而發出盈警。北泰集團在同年2月宣佈清盤。
2014年1月26日由首鋼總公司和房山國有資產經營有限責任公司共同組建的京西重工國際有限公司行使可轉換債券認購協議，以每股0.188元認購5.32億股北泰新股，令京西的持股量達到50.1%，為北泰最大單一股東。上述作價0.188元，較北泰停牌前股價報3.65元，顯著折讓94.85%。

## 外部連線
- irasia.com/listco/hk/bwi/ （页面存档备份，存于）